# Dumitru Pîslaru
Dumitru Pîslaru (n. 15 iulie 1950, comuna Grebanu, sat Grebanu, județul Buzău) este un fost deputat român în legislaturile 1990-1992 pe listele FSN. În legislaturile 1992-1996 și 1996-2000, Dumitru Pîslaru a fost ales pe listele partidului PDSR. Ulterior, a devenit ambasador al României în Algeria.

## Biografie
Dumitru Pîslaru s-a născut în data de 15 iulie 1950 în comuna Grebanu din județul Buzău. A absolvit Liceul "Alexandru Vlahuță" din Râmnicu Sărat, iar apoi a urmat cursurile Facultății de Filosofie din cadrul Universității din București pe care a finalizat-o cu o lucrare de licență despre sistemul categoriilor politice și etice la Niccolò Machiavelli. Între anii 1975-1990, a activat ca profesor de filosofie la mai multe licee din Buzău și Râmnicu Sărat. 
Implicat activ în evenimentele din decembrie 1989 de la Râmnicu Sărat, Dumitru Pîslaru a fost membru în conducerea locală a Consiliului Frontului Salvării Naționale (CFSN), iar după consitituirea FSN-ului ca partid politic, devine președinte al organizației locale FSN Râmnicu Sărat și vicepreședinte al organizației județene FSN Buzău. Din anul 1990, odată cu primele alegeri parlamentare, devine deputat, câștigând alte două mandate în legislaturile 1992-1996 și 1996-2000. Între anii 1992-1997, Pîslaru a fost secretar al Departamentului politic al PDSR și șef al Departamentului de imagine și propagandă.A fost și purtător de cuvânt al partidului, a editat un buletin informativ, a pus bazele publicației "Democrația Socială" și a asigurat informațional accesul PDSR-ului pe internet și la radio. Ulterior, devine ambasador al României în Algeria.
La alegerile din 5 noiembrie 2001 pentru șefia organizației PSD Râmnicu Sărat, Dumitru Pîslaru este învins de către primarul municipiului, Constantin Ghinioiu. La câteva zile, în 18 noiembrie 2001, Pîslaru pierde și postul de vicepreședinte al PSD Buzău.